# Mairie du 17e arrondissement de Paris

Logo de la mairie du de Paris.

La mairie du 17e arrondissement de Paris est le bâtiment qui héberge les services municipaux du 17e arrondissement de Paris, en France.

## Situation et accès
La mairie du 17e arrondissement est située sur la place Richard-Baret, au 16-20, rue des Batignolles. 
Côté transport, la mairie est desservie par les stations de métro Rome (ligne 2), Place de Clichy (lignes 2 et 13) et à distance par les stations Villiers (lignes 2 et 3), La Fourche (ligne 13), Pont Cardinet (ligne 14 et transillien L).

## Historique
La mairie précédente, inaugurée le 21 octobre 1849 et dessinée par l'architecte Paul-Eugène Lequeux, se trouvait au même emplacement et comportait un campanile. Elle fut érigée non loin des anciennes mairies du village des Batignolles, situées successivement au no 54 de la rue des Batignolles et au no 50 de la rue Truffaut.
L'annexion de la commune des Batignolles et la création du 17e arrondissement en 1860 rend le positionnement géographique de la mairie totalement excentré par rapport au nouveau territoire qu'elle couvre (puisqu'elle est située au sud-est de celui-ci). C'est pourquoi, en 1868, une pétition réclame le déménagement des services municipaux vers la place Malesherbes (actuelle place du Général-Catroux) situé au centre de l'arrondissement. De plus, en 1940, les édiles jugent que le bâtiment conçu pour une commune de 26 000 habitants n'est plus adapté pour un arrondissement peuplé à l'époque de plus de 220 000 habitants. En 1955, on envisage alors l'édification d'une nouvelle mairie dans le cadre de la construction d'une « cité administrative » sur une dalle située au-dessus de la gare de Pont-Cardinet. 
Le campanile menaçant de s'écrouler, il est démoli en 1952. Lors de délibérations municipales les 23/24 décembre 1965 et 19 décembre 1966, il est finalement décidé de reconstruire la mairie sur son emplacement initial. Le bâtiment est conçu par les architectes Albert Favre et Pierre Burc.
Les premiers travaux commencent en 1968 (en attendant, les services municipaux déménagent provisoirement porte de Clichy au no 2 boulevard Berthier), l'ancienne mairie est rasée en mars 1970 et le nouveau bâtiment est ouvert au public le 4 décembre 1972.